# Cyrtandra floribunda
Cyrtandra floribunda är en tvåhjärtbladig växtart som beskrevs av Karl Moritz Schumann. Cyrtandra floribunda ingår i släktet Cyrtandra och familjen Gesneriaceae. Inga underarter finns listade i Catalogue of Life.